# ヒップス・ドント・ライ
「ヒップス・ドント・ライ〜オシリは嘘つかない」（ヒップス・ドント・ライ〜オシリはうそつかない、フィーチャリング・ワイクリフ・ジョン）はコロンビア人シンガーソングライターのシャキーラとハイチ人ラッパーのワイクリフ・ジョンの楽曲。この楽曲は、彼女の英語版としては最初のスタジオ・アルバム『オーラル・フィクゼイション vol.2』に収録され、アルバムからはドント・バザーに続く2番目のシングルとして2006年2月にリリースされた。各国の週間シングルチャートでは、日本のオリコンや全米のBillboard Hot 100、全英シングルチャートなどで1位を獲得している。